# 显脉钝果寄生
显脉钝果寄生（学名：Taxillus caloreas var. fargesii）为桑寄生科钝果寄生属下的一个变种。

## 扩展阅读
- 維基物種上的相關：显脉钝果寄生